# TUE Série 900 (Metrô de Belo Horizonte)
O TUE Série 900 (Metrô de Belo Horizonte) é um trem unidade elétrico adquirido originalmente pela RFFSA em 1981, repassado posteriormente para a CBTU em 1984 e operado até os dias atuais pela concessionária Metrô BH. A frota total é de 25 trens.

## História
O projeto do trem metropolitano de Belo Horizonte começou a ser desenvolvido pelo Empresa Brasileira de Planejamento de Transportes (GEIPOT) e Rede Ferroviária Federal (RFFSA) em 1979.  Baseado no projeto Trensurb do GEIPOT, a RFFSA determinou inicialmente que os projetos de Porto Alegre, Recife e Belo Horizonte teriam as mesmas especificações.
Após a apresentação do projeto pelo GEIPOT em 1980, o Trem Metropolitano de Belo Horizonte recebeu um financiamento francês de 100 milhões de dólares em fevereiro de 1981. Esse financiamento alterou o projeto dos trens.

### Projeto
O financiamento francês do Trem Metropolitano fez com que a RFFSA assinasse um acordo de fornecimento de 25 trens de 4 carros com a holding francesa Francorail-MTE, responsável pelo fornecimento dos trens Série 5000 da Fepasa (1979) e Série 900 da RFFSA (1981) em parceria com a empresa brasileira Cobrasma, formando o Consórcio Construtor de Trens Unidades (CCTU). De acordo com o contrato de financiamento, as empresas francesas forneceriam 40% dos equipamentos enquanto as empresas brasileiras os demais 60%. O contrato para o fornecimento dos trens foi assinado em 1982 entre a Francorail-MTE, a empresa brasileira Cobrasma e a Rede Ferroviária Federal.
As carrocerias dos trens foram fabricadas pela Carel Fouché Languepin, os truques pela Creusot-Loire enquanto a MTE forneceu componentes eletrônicos para que a Cobrasma montasse os trens no Brasil em regime CKD. Os primeiros carros chegaram ao Porto de Santos em junho de 1984. Até novembro de 1986 haviam sido importados 23 trens da França.
Os três primeiros trens foram entregues em 1985. Apesar do cronograma de entregas original prever a entrega dos 25 trens até 1988, a falta de recursos (estimada inicialmente em 45 milhões de dólares, saltou para 250 milhões de dólares em 1989), fez com que o projeto do metrô e a encomenda de trens fossem paralisadas em 1987, com apenas 5 trens entregues. Cinco anos depois, apesar dos fornecedores franceses terem sido pagos, apenas 20 dos 100 vagões haviam sido montados. Os 80 vagões restantes estavam armazenados na fábrica da Cobrasma em Sumaré aguardando destinação.
A encomenda foi retomada em 1994 e concluída apenas em 2001. Nesse período a Cobrasma entrou em falência em 1994 e desativou a fábrica de Sumaré em 1998, arrendando suas instalações para a empresa ADTranz, controlada pela Bombardier. Os últimos trens foram então concluídos pela ADtranz e pela Alstom (sucessora da Francorail), que formaram um novo consórcio para finalizar a fabricação dos carros.
| Ano   | Quantidade |
| ----- | ---------- |
| 1985  | 3          |
| 1987  | 2          |
| 1994  | 2          |
| 1995  | 5          |
| 1996  | 3          |
| 2000  | 5          |
| 2001  | 5          |
| Total | 25         |

## Aspectos técnicos
Fabricados pelo consórcio CCTU (Consórcio Construtor de Trens Unidade), liderado pela empresa brasileira Cobrasma e sob licença da empresa francesa Francorail, detentora do projeto e também integrante do consórcio, cada unidade é formada por 4 carros, sendo dois carros motores e dois carros reboques. Os carros motores estão posicionados nas cabeceiras e cada um deles tem seu próprio cockpit de condução, enquanto os carros reboques ficam posicionados na parte intermediária.
Cada carro possui dois truques de dois eixos cada, sendo os truques motores equipados com dois motores de tração com potência unitária de 2520 kW, cada um.
As caixas dos carros são fabricadas em aço inoxidável, revestidas internamente com lâminas de alumínio e mecanismo de isolamento termo-acústico no teto. Os bancos possuem formato anatômico e são fabricados em resina de poliéster reforçada com fibra de vidro. Os balaústres são dispostos em dois níveis e fabricados em tubos de aço inoxidável e o piso inteiriço em manta de borracha antiderrapante. Cada carro conta com quatro portas de 1,30 metros de largura por 2,00 metros de altura, em cada lateral do carro.
As janelas possuem vidros de segurança com leve coloração, tendo caixilho fixo na parte inferior e caixilho basculante na parte superior.
Os salões de passageiros dispõem de um sistema de ventilação forçada, com ventiladores e exaustores, em dois níveis de velocidade, podendo atingir até 160 (cento e sessenta) renovações de ar por hora. Já a cabine do condutor é dotada de equipamento de ar refrigerado de 9000 BTUs. 
A iluminação interna é feita com lâmpadas fluorescentes com um nível de iluminação que permita a leitura de emergência nos vãos das portas laterais, e permanecem acesas em caso de falta da energia de tração do TUE, garantindo assim mais segurança nas situações de risco.
A alimentação da energia de tração é obtida através de pantógrafos instalados nas extremidades dos tetos dos carros motores, sendo dois por carro e há sempre um deles em operação, em cada carro motor.

## Acidentes
O único acidente envolvendo um trem da série 900 em operação no Metrô de Belo Horizonte ocorreu no dia 09 de janeiro de 2003, quando 02 trens viajando na mesma via colidiram de frente, ferindo gravemente um dos condutores e mais 75 passageiros.. A causa do acidente foi a falta de sinalização automática no trecho, que só foi instalada posteriormente ao acidente. 

## Curiosidades
No inicio de sua operação em 1986, o metrô da capital mineira contava com 03 de seus primeiros trens e também com um "intruso"; um trem série 900 (unidade 932) da CBTU do RJ, que havia sido emprestado para complementar a frota em BH. Em 1989, após a entrega de mais trens da série 900 da frota definitiva de BH, ele foi então devolvido para o sistema fluminense .